# Jordisite
La jordisite è un minerale.